# Grotte de la Mouthe
La grotte de la Mouthe est une grotte ornée du Paléolithique supérieur située sur la commune des Eyzies-de-Tayac.
Elle abrite plus de 200 gravures et peintures de bisons, chevaux, rennes, mammouths... et des signes, dont un grand tectiforme.
Le site fait partie de l'ensemble des quinze sites classés en 1979 au patrimoine mondial par l'Unesco sous l'intitulé « sites préhistoriques et grottes ornées de la vallée de la Vézère ».

## Situation
Le hameau de la Mouthe est à environ 1,1 km au sud du bourg des Eyzies. La grotte se trouve au pied de la falaise du Cingle à l'ouest de la Mouthe. Elle s'ouvre vers le nord ou le nord-ouest.
Ne pas confondre ce hameau avec le hameau de la Mouthe sur Manaurie, à environ 2,6 km au nord-ouest des Eyzies.

## Historique
Lorsque Émile Rivière tourne son attention sur les gisements préhistoriques de la Dordogne, il effectue des fouilles dans la grotte des Combarelles, puis dans la grotte de la Mouthe où, après une première visite en septembre 1894, il y débute en juin 1895 des fouilles qui durent huit ans. Il y découvre dès 1895 des gravures pariétales du Paléolithique supérieur,.
Au cours de ses fouilles, Émile Rivière dégage un tunnel de 100 mètres reliant l'entrée à la partie ornée.[réf. nécessaire]

## Quelques pièces de mobilier

### Lampe paléolithique
Une lampe à graisse préhistorique paléolithique a été découverte dans un foyer magdalénien, près de l'entrée de la cavité.
Elle porte sur sa face inférieure une gravure de bouquetin. Elle mesure 17 × 20 cm, ce qui lui donne le troisième rang en taille après les lampes du Coual (Lot) et des Scilles (grottes de la Save, Lespugue, Haute-Garonne).
Sur les quelque 300 lampes paléolithiques connues (en 2010), seulement une trentaine sont munies d'un manche façonné bien individualisé. La typologie définie par Bastin et Chassaing (1940) donne deux types différents de lampes avec manche : celles à manche triangulaire (type la Mouthe) et celles à manche « en raquette » (type Lascaux). La moitié d'entre elles sont en grès et dix sont en calcaire.

### Une fausse vénus paléolithique?
En 1972 Alan Brandt Inc., marchand d'art à New York, vend pour 48 000 dollars au Institute of Arts de Minneapolis une "vénus" qui ressemble fortement à celle de l'abri Pataud. L'objet est dit avoir été trouvé en 1964 à la Mouthe. Il est examiné vers 1968 par le British museum ; à cette époque il fait partie de la collection d'un certain K.J. Hewett de Londres. Randall White, enquêtant sur cette pièce, rencontre Jean Gaussen qui lui dit que Hallam Movius lui avait mentionné une vénus achetée par un italien à un habitant local, ce dernier étant supposé avoir trouvé la vénus « dans un petit gisement situé au-dessus et non loin de la Mouthe » - un gisement inconnu des préhistoriens.
R. White, qui a examiné l'objet fort attentivement, rapporte que le polissage lui semble trop parfait, le calcaire dans lequel est sculpté cette vénus comprend des inclusions qui sont absentes du calcaire de la Mouthe, il n'y a pas de trait d'outillage sauf sur la tête de la vénus et à cet endroit ils semblent légèrement polis, toutes les incisions sont arrondies au fond (au lieu d'être en "V"), ce bloc de calcaire ne comprend aucun sédiment, toute la surface est chargée d'une patine qui ressemble fort à celle rendue par le frottement en eau sale (ce qui cache la fraîcheur des incisions dans le calcaire). White donne 90% de chances pour que cette pièce soit un faux.

## L'importance de la Mouthe pour l'histoire de l'art préhistorique
La découverte de la grotte de la Mouthe a contribué à la reconnaissance de l'art du Paléolithique supérieur : c'est la quatrième grotte ornée paléolithique découverte et son art pariétal est le troisième publié, après celui de la grotte Chabot dans le Gard (Chiron, 1878 mais publié en 1889) et d'Altamira en Espagne (Sautuola, 1879). L'art pariétal de Pair-non-Pair en Gironde est soupçonné dès 1883 mais publié seulement en 1896 (Daleau) ; l'art de la grotte des Combarelles est publié en 1901 (Capitan & Breuil).

## Protection
En 1990 la grotte est encore une propriété privée. Elle est classée comme Monument historique et protégée depuis le 11 juin 1953. Elle a été inscrite en 1979 au Patrimoine mondial de l'Humanité par l'Unesco parmi les sites préhistoriques et grottes ornées de la vallée de la Vézère.
Aujourd'hui, la grotte est fermée pour des raisons de protection et de conservation.